# Agrostis musjidii
Agrostis musjidii là một loài thực vật có hoa trong họ Hòa thảo. Loài này được Rajesw., R.R.Rao & Arti Garg mô tả khoa học đầu tiên năm 1995.